# Plaza de toros Maestranza César Girón

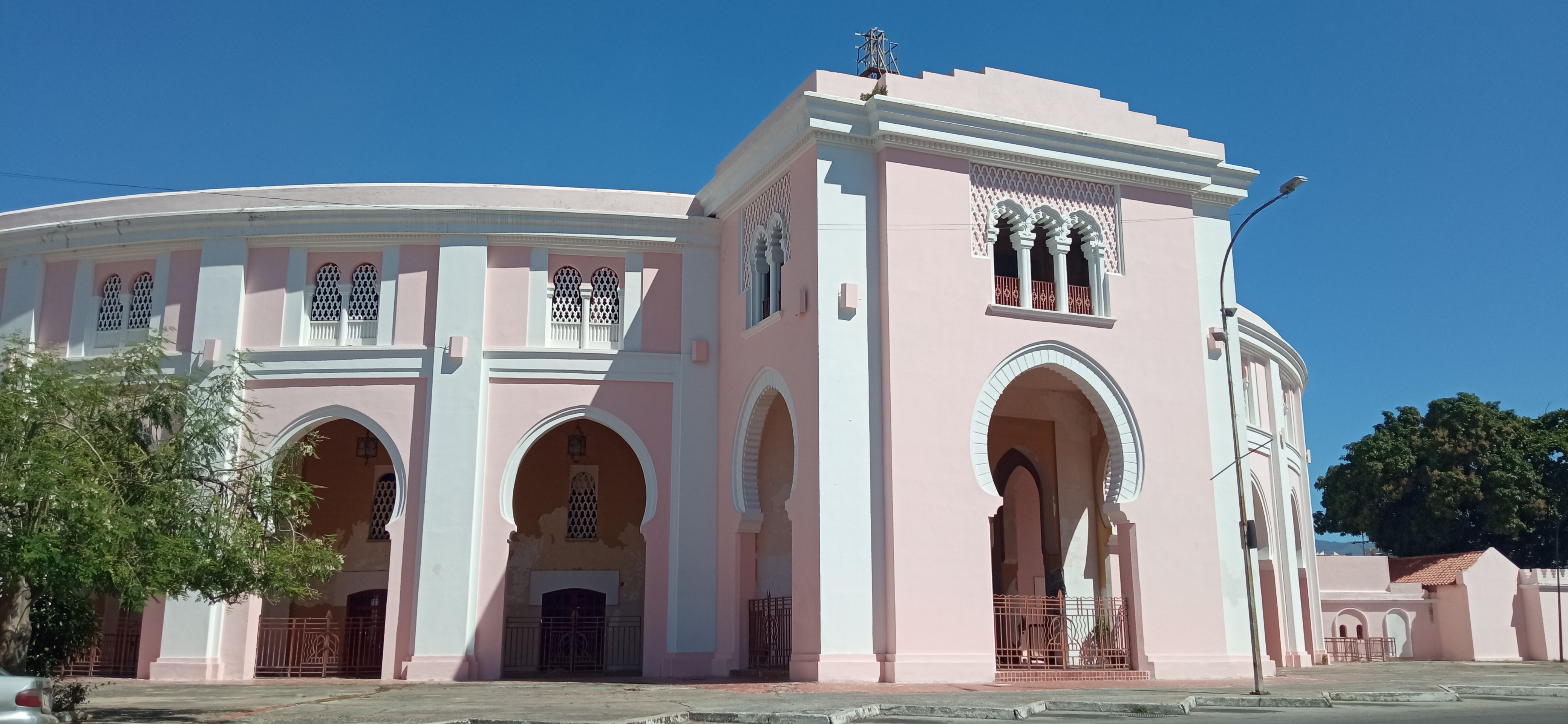
Pórtico derecho.

La Plaza de Toros Maestranza César Girón es un coso taurino ubicado en la urbanización Calicanto, en Maracay, Venezuela. Fue declarado Monumento Histórico Nacional el 15 de abril de 1994 según Gaceta n.° 35441.
Construida con un rico estilo europeo, es obra del importante arquitecto venezolano Carlos Raúl Villanueva y está inspirada en la Plaza de Toros de la Real Maestranza de Caballería de Sevilla. Lleva este nombre en honor al destacado torero venezolano César Girón y tiene capacidad para albergar 7 mil personas aproximadamente.
Fue abierta al público el 20 de enero de 1933, cuando el país se encontraba bajo el mandato del general Juan Vicente Gómez, quien habitualmente prefería gobernar desde esta ciudad y fue quien decidió mandar a erigir esta obra. La plaza sufrió una importante remodelación hace poco y actualmente se realizan en ella corridas, entre otros actos, siendo las más importantes las realizadas cada año durante las festividades de las Ferias de San José, patrono de Maracay.
Las principales peñas taurinas de la maestranza de Maracay son «Los 40», la más antigua y «Amigos Taurinos de Aragua» con sede en el municipio Francisco Linares Alcántara.

## Historia
La historia de la maestranza César Girón está estrechamente asociada al inicio de las festividades patronales de San José. El entonces vicepresidente de Venezuela Juan Vicente Gómez promovió la primera feria josefina en Maracay en el año 1905 con tres corridas de toros en un circo improvisado en el centro de la ciudad cerca de la plaza Girardot y la catedral. Al hacerse populares las corridas de toros, Florencio Gómez Núñez, Juan Belmonte García y otros empresarios fundaron ganaderías, incluyendo «La Quebrada», «La Providencia» y «Guayabita» con toros españoles destinados a padrear vacas importadas y criollas.
Con la cría de toros de bravadas y con el respaldo de la experiencia en el Nuevo Circo de Caracas y otras plazas en el centro del país, los Gómez promovieron la construcción de la Maestranza de Maracay. 
Los arquitectos Carlos Raúl Villanueva y Luis Malausena ya habían realizado obras para Gómez, incluyendo proyectos en Maracay como el Hospital Civil de Maracay y el Teatro de la Ópera de Maracay, de manera que ambos presentaron modelos para la nueva maestranza. Fue aprobado el proyecto de Villanueva para la construcción en la urbanización Calicanto en el límite norte del centro de la ciudad que contenía en ese entonces potreros de monte y paja así como depósitos de gasolina. Se decidió un tamaño menor que las plazas Arenas de Valencia y del Metropolitano.
La obra se estimó en 1.800.000 bolívares y la construcción comenzó en el año 1931 empleando cerca de 200 obreros. Gómez y Villanueva supervisaban los detalles de la obra muy de cerca hasta cuando la plaza había tomado forma un año después. A finales de diciembre de 1932 la plaza lucía tablas y burladeros de rojo que aún permanecen de ese color en el presente. Las tablas fueron colocadas en forma vertical y móviles para que al chocar los toros no se partieran los cuernos.
El primer cartel taurino se anunció a fines de diciembre de 1932:
- Viernes 20 de enero de 1933, ocho toros de media casta de la ganadera "La Providencia" divisaba gualda y amarilla para Antonio Cañero, quien en caso de no matar al toro con rejón, bajaría y estoquearía a pie. Avisados también los matadores Eleazar "Rubito" Sananes, Manolito Bienvenida y Pepe Gallardo.
- Sábado 21 de enero de 1933, anunciando para las 4 de la tarde, tres toros también de "La Providencia" y tres de Miura, avisados divisas verde y negra para los espadas Manolito Bienvenida, José Amorós y Pepe Gallardo. El despeje de la plaza a cargo del español Miguel Cuchet Cabañas.
- Domingo 22 de enero de 1933 anunciando tres toros de Miura y tres de La Providencia para Gallardo, Bienvenida y José González, conocido como «Carnicerito de México»

El dictador venezolano y entonces presidente de Venezuela Juan Vicente Gómez estuvo presente el día de la inauguración, quien ocupó puesto en el palco presidencial junto a Florencio Gómez, acompañado del primo del presidente, el exgobernador del estado Zulia, Santos Matute Gómez, el terrateniente Antonio Pimentel, compadre de Gómez, Rafael Requena, secretario privado del general Gómez, el exministro de educación Samuel Niño, el exministro de Hacienda Rafael María Velazco y otros familiares y amigos del presidente. Frente al presidente, el primer día de corridas triunfó Manolo Bienvenida cortando orejas y rabo. 
El sábado 21 de enero triunfó Pepe Amorós cortando orejas y el rabo de uno de sus toros. Al día siguiente Carnicerito de México cortó orejas y recibió una cornada del toro Betunero proveniente de Miura.

## Alternativas

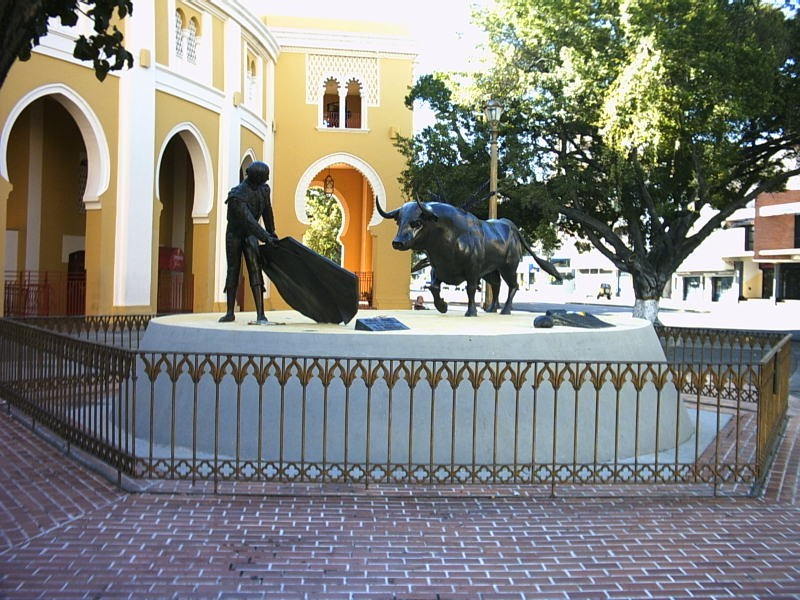
Monumento La Girondina, a César Girón.

La primera ceremonia alternativa realizada en la plaza de toros de Maracay fue el 4 de diciembre de 1960, poco menos de 28 años desde su inauguración. Esa tarde Eduardo Antich concedió los trastos toricidas a Evelio Yépez con toros de Guayabita y de testigo Joselito Torres.
El 11 de febrero de 1962 se le concedió el grado de matador de toros a Rafael Cavalieri de Luis «Diamante Negro» Sánchez Olivares y el testigo Carlos Saldaña.
El 4 de mayo de 1975 fue la siguiente ceremonia otorgada a Adolfo Guzmán cuyo padrino fue Joselito López con toros colombianos de la ganadería Balcones del Río. Esa fue la única alternativa concedida a un extranjero en Maracay.
La siguiente alternativa fue el 30 de noviembre de 1986 concedida a Manuel «El Rubi» Medina, de apenas 20 años de edad, de manos de Pedro González y testimoniado por el torero francés Christian Montcouquiol.
Luego, el 21 de marzo de 1992 correspondió la alternativa a Alfonso «El Burri» Rondón, natural de Campo Alegre al sur de Maracay, concedido por el torero mexicano Guillermo Capetillo, con José Nelo Almidiciana de testigo y toros de Rancho Grande.
En la sexta alternativa el mismo «Morenito de Maracay» concedió la alternativa a Leonardo Coronado, natural de Mérida, el 5 de febrero de 1995, actuando de testigo Oscar Higares, de Madrid y toros colombianos de la ganadería Chicalá.
Tres años después, el 30 de enero de 1998 se ceremonió a Carlos Manuel Chitty por parte de Leonardo Benítez y Vicente Barrera, de Valencia como testigo, con toros de la ganadería colombiana El Capiro. El evento tuvo lugar un día viernes en la noche, una situación poco frecuente.
El 30 de abril de 2000 se otorgó la octava alternativa de la maestranza y la primera del nuevo siglo a Salvador Camero,  Camero recibió toros de Laguna Blanca con Juan Carlos Vera siendo su testigo.
El 19 de noviembre de ese mismo año se consedió la alternativa a Edgar Peña, de manos de Morenito de Maracay y testimoniado por Francisco Rivera Ordóñez con el toro Recuérdame Siempre de la ganadería venezolana La Cruz de Hierro.
El 4 de agosto de 2002 llegó a matador de toros Javier Silva, cuyo padrino fue Leonardo Coronado, matando al toro Estrella de la ganadería Tierra Blanca, testimoniado por César Vanegas.
Dionner Mendoza Cariel recibió la alternativa el 18 de octubre de 2003 con el toro Ratón, de 500 kilos y de la ganadería Guayabita, siendo su padrino Carlos «El Mito» Rodríguez y su testigo Rodríguez Vasquez.
La alternativa número 12 la confirmó el aragüeño José García Cariel un mes después de Mendoza Cariel, ascendido por Manuel Díaz "El Cordobés" y testimoniado por Javier Conde con un toro de Rancho Grande.